# Diaphananthe ceriflora
Diaphananthe ceriflora là một loài thực vật có hoa trong họ Lan. Loài này được J.B.Petersen mô tả khoa học đầu tiên năm 1952.